# Fulgensia desertorum
Fulgensia desertorum är en lavart som först beskrevs av Tomin, och fick sitt nu gällande namn av Poelt. Fulgensia desertorum ingår i släktet Fulgensia och familjen Teloschistaceae.   Inga underarter finns listade i Catalogue of Life.